# Chilepyris platythelys
Chilepyris platythelys är en stekelart som beskrevs av Sorg och Walker 1989. Chilepyris platythelys ingår i släktet Chilepyris och familjen dvärggaddsteklar. Inga underarter finns listade i Catalogue of Life.